# Amblotherium
Amblotherium un género de mamíferos extintos de la familia Dryolestidae que vivieron en el Jurásico y Cretácico. Se han encontrado fósiles de la Formación Morrison en los Estados Unidos y el Reino Unido. Presente en las zonas estratigráficas 2, 3 y 5.